# Stéphane Aubier
Stéphane Aubier (nacida el 8 de octubre de 1964) es una directora de cine, guionista y animadora belga. En 2009, escribió y dirigió la película animada Pánico en el pueblo junto con Vincent Patar. La película se estrenó en el Festival de Cine de Cannes de 2009.
En 2013, codirigió con Patar y Benjamin Renner la película Ernest & Celestine , que recibió gran reconocimiento de la crítica. La película recibió tres Premios Magritte , incluyendo Mejor Película y Mejor Director para Aubier y Patar. También recibió una nominación en los Premios Oscar al de Mejor Película Animada.

## Filmografía
- 2009: Pánico en la granja
- 2013: Ernest & Celestine